# Amfetamina
Amfetamina, pot. speed lub feta – organiczny związek chemiczny, pochodna 2-fenyloetyloaminy, stymulant wykorzystywany w leczeniu ADHD, narkolepsji i otyłości. Odkryta w 1887, występuje w dwóch enancjomerach, którymi są lewoamfetamina i dekstroamfetamina. Nazwa amfetamina odnosi się zaś do racemicznej wolnej zasady, a więc składającej się z równomolowej mieszaniny czystych enancjomerów. Niemniej termin ten jest często używany nieformalnie do dowolnej mieszaniny enancjomerów, a nawet do czystych enancjomerów. Historycznie wykorzystywano ją do leczenia obrzęku nosa i zaburzeń depresyjnych. Stosuje się ją jako środek dopingujący oraz substancję nootropową, a także rekreacyjnie jako afrodyzjak i związek euforyzujący. Posiadanie i dystrybucja są ściśle kontrolowane w wielu krajach, z powodu znacznego ryzyka zdrowotnego, związanego z użyciem rekreacyjnym.
Pierwszym farmaceutycznym preparatem amfetaminy był Benzedrine, używany w leczeniu różnorodnych stanów. Obecnie przepisuje się racemiczny Adderall (siarczan dekstramfetaminy), glukaran dekstroamfetaminy, siarczan amfetaminy i asparaginian amfetaminy, dekstroamfetaminę bądź nieaktywny prolek lizdeksamfetaminę. Amfetamina poprzez aktywację TAAR1 zwiększa aktywność monoamin i neuroprzekaźników pobudzających w mózgu, najsilniej wpływając na noradrenalinę i dopaminę.
W dawkach terapeutycznych amfetamina wywołuje zmiany emocjonalne i poznawcze, jak euforia, zmiany libido, zwiększone czuwanie, polepszone funkcje wykonawcze. Indukuje efekty tak jak krótszy czas reakcji, brak poczucia zmęczenia, zwiększona siła mięśniowa. Większe dawki amfetaminy mogą uszkadzać funkcje poznawcze, a nawet gwałtownie niszczyć mięśnie. Poważne ryzyko stanowi zespół uzależnienia w wyniku stosowania dużych dawek, natomiast jest on mało prawdopodobny przy stosowaniu dawek medycznych, nawet długoterminowo. Bardzo duże dawki mogą wywoływać psychozę (m.in. obecność urojeń). Rzadko obserwuje się ją po zażyciu dawki terapeutycznej, nawet po długotrwałym ich przyjmowaniu. Dawki rekreacyjne są ogólnie znacznie większe od przepisywanych w leczeniu i wiążą się ze znacznie większym ryzykiem poważnych efektów ubocznych.
Amfetamina posiada całą klasę pochodnych, podstawionych amfetamin. Termin „amfetaminy” odnosi się także do klasy związków chemicznych, ale w przeciwieństwie do podstawionych amfetamin nie ma standardowej definicji w literaturze akademickiej. Jedna z bardziej restrykcyjnych definicji obejmuje tylko racemat i enancjomery amfetaminy lub metamfetaminy. Najogólniejsza definicja obejmuje szeroki zakres związków powiązanych ze sobą farmakologicznie lub strukturalnie. Z powodu niejednoznaczności związanej z użyciem słowa „amfetamina” w liczbie mnogiej w artykule słowo to używane będzie na oznaczenie racematu (L-amfetaminy, D-amfetaminy). Do podstawionych amfetamin zaliczają się bupropion, katynon, MDMA (ecstasy) i metamfetamina. Jako fenyloetyloamina amfetamina związana jest także chemicznie z naturalnie występującymi neuromodulatorami (trace amine), zwłaszcza 2-fenyloetyloaminą i N-metylofenyloetyloaminą. Oba te związki syntezowane są w organizmie człowieka. Amfetamina jest pochodną fenyloetyloaminy. Natomiast N-metylofenyloetyloamina jest izomerem konstytucyjnym różniącym się od niej położeniem grupy metylowej.

## Używanie

### Medyczne
Amfetaminę wykorzystuje się w leczeniu ADHD, narkolepsji i otyłości, a czasami off-label w stanach, w których kiedyś ją stosowano, jak zaburzenia depresyjne.
Długoterminowa podaż odpowiednio wysokich dawek amfetaminy u niektórych gatunków zwierząt powoduje nieprawidłowy rozwój układu dopaminergicznego i uszkodzenie nerwów. Jednak u ludzi z ADHD farmaceutyczne amfetaminy wydają się poprawiać rozwój mózgu i wzrost nerwów. Przeglądy badań z użyciem rezonansu magnetycznego wskazują, że długoterminowe leczenie amfetaminą zmniejsza nieprawidłowości w budowie i funkcjonowaniu mózgu u pacjentów z ADHD, poprawiając funkcjonowanie kilku regionów mózgu, jak prawe jądro ogoniaste.
Przeglądy badań klinicznych stymulantów ustaliły bezpieczeństwo i efektywność długoterminowego przyjmowania amfetaminy w leczeniu ADHD. Randomizowane badania kliniczne ciągłej terapii ADHD stymulantami przez okres 2 lat zademonstrowały efektywność i bezpieczeństwo leczenia. 2 przeglądy wskazały na efektywność długoterminowej terapii ADHD stymulantami w redukcji osiowych objawów (nadmierna aktywność, deficyt uwagi, impulsywność), polepszaniu jakości życia i osiągnięć w nauce, a także poprawę w dużej liczbie wyników funkcjonalnych. Obszary największej poprawy długoterminowej ciągłej terapii stymulantami obejmują naukę (poprawa około 55%), prowadzenie pojazdów (100%), niemedyczne używanie leków (47% w przypadku wyników związanych z uzależnieniem), samoocenę (50%) i funkcje społeczne (67%). Największy efekt terapia taka przynosi w nauce (średnia ocen, wyniki testów, długość edukacji i jej poziom), samoocenie (ocena kwestionariuszowa samooceny, liczba prób samobójczych, współczynniki samobójstw) i funkcjach społecznych (np. zdolności społeczne, jakość relacji). Długoterminowe leczenie kombinowane ADHD (np. połączenie podaży stymulantów i terapii behawioralnej) wywołuje jeszcze większe efekty, poprawia większą część zbadanych czynników w każdym zakresie w porównaniu z wyłączną farmakoterapią stymulantem. Tak więc poprawie ulegają nauka, zachowania antyspołeczne, prowadzenie pojazdów, niemedyczne używanie leków, otyłość, praca, samoocena, korzystanie z pomocy w nauce, pracy, zdrowotnej, finansowej i prawnej, funkcje społeczne. Jeden z przeglądów podkreśla dziewięciomiesięczne randomizowane badanie dzieci z ADHD, w którym stwierdzono przyrost IQ o 4,5, ciągły wzrost uwagi oraz ciągłą redukcję destrukcyjnych zachowań i hiperaktywności. Inny przegląd wskazał, bazując na prospektywnym badaniu kohortowym, że trwająca całe życie terapia stymulantami rozpoczęta w dzieciństwie jest trwale skuteczna w kontroli objawów ADHD i obniża ryzyko uzależnienia od substancji w dorosłym życiu.
Współczesne modele ADHD sugerują związek z uszkodzeniem funkcjonalnym pewnych układów neuroprzekaźnikowych w mózgu; z uszkodzoną neurotransmisją dopaminergiczną w szlaku mezokortykolimbicznym oraz noradrenergiczną w miejscu sinawym i korze przedczołowej. Psychostymulanty takie jak metylofenidat i amfetamina są efektywne w leczeniu ADHD, ponieważ zwiększają aktywność neurotransmiterów w tych układach. Szacunkowo 80% używających tych stymulantów dostrzega zmniejszenie objawów ADHD. Dzieci z ADHD przyjmujące stymulanty ogólnie mają lepsze relacje z rówieśnikami i członkami rodziny, lepsze wyniki w szkole, trudniej się rozpraszają, są mniej impulsywne, na dłużej też skupiają uwagę. Przegląd Cochrane Collaboration (przeglądy Cochrane Collaboration stanowią wysokiej jakości metaanalizy randomizowanych badań klinicznych) dotycząca leczenia ADHD u dzieci, młodzieży i dorosłych farmaceutycznymi amfetaminami stwierdził, że o ile leki te zmniejszają objawy krótkoterminowo, cechują się większymi współczynnikami dyskontynuacji leczenia niż inne leki z powodu działań niepożądanych. Przegląd Cochrane Collaboration na temat leczenia ADHD u dzieci z tikami, między innymi z zespołem Tourette’a, wskazał, że ogólnie stymulanty nie pogarszają tików, ale wysokie dawki dekstramfetaminy mogą zaostrzać tiki u niektórych osób.

### Poprawa wyników
W 2015 przegląd systematyczny i metaanaliza wysokiej jakości badań klinicznych wykazały, że używanie niewielkich (terapeutycznych) dawek amfetaminy powoduje umiarkowaną, ale jednoznaczną poprawę zdolności poznawczych, w tym pamięci roboczej, długoterminowej pamięci epizodycznej, kontroli inhibicyjnej, pewnych aspektów uwagi – u zdrowych dorosłych. Zwiększające zdolności poznawcze właściwości amfetaminy polegają na pośredniej aktywacji receptorów D1 i α2 w korze przedczołowej. Przegląd systematyczny z 2014 wykazał, że niewielkie dawki amfetaminy mogą poprawiać także konsolidację pamięci, w efekcie prowadząc do lepszego przypominania. Dawki terapeutyczne zwiększają również wydajność kory, efekt ten mediuje poprawę pamięci operacyjnej u wszystkich osób. Amfetamina i inne używane w ADHD stymulanty poprawiają również motywację wykonywania zadań oraz zwiększają pobudzenie, promując zachowanie nakierowane na spełnianie zasad (przez wpływ na jądro półleżące). Stymulanty takie jak amfetamina mogą poprawiać wyniki trudnych i nudnych zadań, studenci wykorzystują je podczas nauki i zdawania testów. W oparciu o badania samozgłoszeń nielegalnego użycia stymulantów wiadomo, że 5–35% studentów używa stymulantów przeznaczonych do leczenia ADHD z drugiej ręki, stosując je głównie raczej do poprawy wyników niż rekreacyjnie. Jednakże duże dawki amfetaminy, przekraczające zakres terapeutyczny, mogą zakłócać pamięć roboczą i inne aspekty kontroli kognitywnej.
Niektórzy sportowcy stosują amfetaminę dla polepszenia wyników sportowych i jej własności psychologicznych, bowiem zwiększa ona wytrzymałość i czujność. Jednak niemedyczne używanie amfetaminy w sporcie jest zabronione, podlega kolegialnym, narodowym i międzynarodowym agencjom antydopingowym. U zdrowych ludzi terapeutyczne doustne dawki amfetaminy zwiększają siłę mięśniową, przyśpieszenie, wyniki sportowe w warunkach beztlenowych, wytrzymałość (opóźnia ona zmęczenie, poprawiając czas reakcji, gdzie wytrzymałość i czas reakcji polepszają się głównie poprzez hamowanie wychwytu zwrotnego i wydzielanie dopaminy w OUN). Amfetamina i inne leki dopaminergiczne zwiększają także moc przy stałym poziomie postrzeganego wysiłku przez przekroczenie „przełącznika bezpieczeństwa”, pozwalając temperaturze ciała na wzrost, by zyskać dostęp do zasobów normalnie niedostępnych. W dawkach terapeutycznych działania niepożądane amfetaminy nie przeszkadzają osiągnięciom sportowym; jednak przy znacznie większych dawkach substancja ta może powodować poważne uszkodzenia, jak rabdomiolizę i hipertermię.

## Przeciwwskazania
Zgodnie z International Programme on Chemical Safety (IPCS) i United States Food and Drug Administration (USFDA) (informacje USFDA pochodzą z informacji z leków, stanowiąc własność intelektualną producenta, zaakceptowaną przez USFDA; przeciwwskazania USFDA nie są koniecznie wprowadzane w celu ograniczenia stosowania leku, ale ograniczenia roszczeń względem koncernów farmaceutycznych) amfetamina jest przeciwwskazana u ludzi z uzależnieniem od leków w historii choroby (zgodnie z jednym z przeglądów amfetaminę można przepisać pacjentowi pod warunkiem odpowiedniej kontroli, jak wydzielanie dziennych dawek przez przepisującego lek lekarza), choroby układu krążenia, drażliwość, poważny niepokój. Przeciwwskazana jest również u ludzi z obecnym stwardnieniem tętnic, jaskrą, nadczynnością tarczycy oraz umiarkowanym lub ciężkim nadciśnieniem. Pacjentom, którzy przebyli reakcje alergiczne na inne stymulanty, bądź zażywającym inhibitory monoaminooksydazy, odradza się przyjmowanie amfetaminy, chociaż bezpieczne jednoczesne przyjmowanie amfetaminy i inhibitorów MAO zostało już udokumentowane. Wymienione agencje stwierdzają także, że każda osoba z jadłowstrętem psychicznym, zaburzeniem dwubiegunowym, epizodem depresyjnym, nadciśnieniem, schorzeniami nerek lub wątroby, objawem Raynauda, drgawkami, schorzeniami tarczycy, tikami, w tym zespołem Tourette’a powinna monitorować objawy swych zaburzeń podczas przyjmowania amfetaminy. Dowody z badań przeprowadzonych na ludziach wskazują, że terapeutyczne dawki amfetaminy nie powodują nieprawidłowości rozwojowych u płodu i noworodka, amfetamina nie zalicza się do ludzkich teratogenów. Jednak nadużywanie amfetaminy nakłada na płód ryzyko. Wykazano przedostawanie się amfetaminy do mleka, wobec czego IPCS i USFDA radzą matkom unikać karmienia piersią podczas zażywania leku. Z powodu możliwości odwracalnego zaburzenia wzrostu (u osób o niższym przyroście wzrostu i masy ciała powrotu do normy oczekuje się po krótkotrwałym przerwaniu terapii stymulantem, średnia redukcja finalnego wzrostu po ciągłej terapii stymulantami przez 3 lata wynosi 2 cm) USFDA radzi monitorowanie wzrostu i masy ciała dzieci i młodzieży zażywających farmaceutyczną amfetaminę.

## Efekty uboczne / działania niepożądane
Amfetamina wywołuje różnorodne efekty uboczne, a jej ilość jest głównym czynnikiem determinującym prawdopodobieństwo ich ciężkości. Preparaty takie jak Adderall, Dexedrine i ich generyki mają obecnie zgodę USFDA na długoterminowe podawanie. Rekreacyjne użytkowanie amfetaminy ogólnie oznacza przyjmowanie znacznie większych dawek o większym ryzyku poważnych efektów ubocznych niż w przypadku dawek terapeutycznych.

### Fizyczne
Zwyczajne dawki terapeutyczne amfetaminy powodują bardzo różne efekty uboczne w zależności od wieku i osoby. W zakresie układu krążenia amfetamina powodować może nadciśnienie bądź zbyt niskie ciśnienie (reakcja wazowagalna), objaw Raynauda (redukcja dopływu krwi do kończyn), tachykardię. Mężczyźni mogą zgłaszać zaburzenia erekcji, częste erekcje lub priapizm. W zakresie układu pokarmowego wymienia się ból brzucha, utratę apetytu i spadek masy ciała. Ponadto działania niepożądane obejmują nieostre widzenie, kserostomię, bruksizm, krwawienie z nosa, nasilone pocenie się, nieżyt nosa, obniżony próg drgawkowy i tiki. Przy stosowaniu zwyczajnych dawek terapeutycznych objawy niepożądane rzadko są niebezpieczne.
Amfetamina stymuluje ośrodek oddechowy, przyśpieszając i pogłębiając oddech. U przeciętnej osoby stosującej dawki terapeutyczne efekt ten zazwyczaj nie daje się zauważyć, ale może ujawniać się u pacjentów z upośledzonym oddychaniem. Amfetamina wywołuje także skurcz mięśnia wypieracza moczu, co może rodzić problemy z oddawaniem moczu. Efekt ten można wykorzystać przy leczeniu moczenia nocnego i nietrzymania moczu. Działania amfetaminy na układ pokarmowy są nieprzewidywalne. Jeśli aktywność przewodu pokarmowego jest duża, amfetamina może redukować ruchliwość jelit; jednak może również ją powiększać, kiedy mięśnie gładkie przewodu pokarmowego są w rozkurczu. Amfetamina wykazuje także nieznaczne działanie analgetyczne, może zwiększać ból, zmniejszając efekt działania opioidów
Nadzorowane przez USFDA badania z 2011 wskazują, że dzieci, młodzi dorośli i dorośli nie wykazują powiązania pomiędzy poważnymi zdarzeniami sercowo-naczyniowymi (nagła śmierć sercowa, zawał mięśnia sercowego, udar) i medycznym zażywaniem amfetaminy bądź innych używanych w leczeniu ADHD stymulantów. Jednakże leki z amfetaminą są przeciwwskazane u osób cierpiących na choroby układu sercowo-naczyniowego.

### Psychologiczne
Częste psychologiczne skutki przyjmowania terapeutycznych dawek mogą obejmować czujność, koncentrację, niepokój, redukcję poczucia zmęczenia, labilność nastroju, zwiększenie inicjatywy, bezsenność, czuwanie, pewność siebie i towarzyskość. Rzadziej pojawiają się lęk, zmiany libido, poczucie wielkości, drażliwość, powtarzające się, a nawet kompulsyjne zachowania, niepokój ruchowy. Efekty te zależą od osobowości zażywającego i jego obecnego stanu psychicznego. Psychoza amfetaminowa, w przebiegu której występują urojenia, może pojawić się u przyjmujących ciężej. Choć bardzo rzadko, psychoza taka może wystąpić również po dawkach terapeutycznych w trakcie długoterminowej terapii. Wedle USFDA nie ma systematycznych dowodów, jakoby stymulanty wywoływały zachowania agresywne bądź wrogość.
Wykazano, że amfetamina wywołuje u ludzi warunkowaną preferencję miejsca już w dawkach terapeutycznych. Oznacza to, że osoby te nabywają preferencję spędzania czasu w miejscu, gdzie wcześniej przyjmowały amfetaminę.

## Przedawkowanie
Przedawkowanie amfetaminy prowadzić może do wielu innych objawów, ale rzadko przy odpowiedniej opiece jest letalne. Ciężkość objawów przedawkowania rośnie wraz z dawką i zmniejsza się z rozwojem tolerancji amfetaminy. Osoby, u których ta ostatnia się rozwinęła, znane są z przyjmowania dziennie nawet 5 g, co stanowi mniej więcej stokrotność maksymalnej dziennej dawki terapeutycznej. Śmiertelne zatrucie amfetaminą zazwyczaj przebiega z drgawkami i śpiączką. W 2013 przedawkowania amfetaminy, metamfetaminy i innych związków włączonych używanie amfetaminy wedle ICD10 doprowadziły do około 3788 zgonów na świecie (przedział ufności 95%: 3425–4145).
Patologicznie zwiększona aktywność szlaku mezolimbicznego, drogi dopaminergicznej łączącej obszar nakrywki brzusznej z jądrem półleżącym, odgrywa centralną rolę w uzależnieniu od amfetaminy. Osobom regularnie nadużywającym amfetaminy w celach rekreacyjnych grozi wysokie ryzyko rozwinięcia się uzależnienia, jako że powtarzające się epizody przedawkowania stopniowo zwiększają w jądrze półleżącym poziom ΔFosB, przełącznika molekularnego i regulatora białek związanego z zależnością. Wraz z dostateczną nadekspresją ΔFosB w jądrze półleżącym zaczyna zwiększać się ciężkość zachowań związanych z uzależnieniem (np. kompulsywne szukanie substancji), co dalej zwiększa ekspresję. Obecnie nie ma leków efektywnie leczących uzależnienie od amfetaminy, jednak regularne uprawianie długotrwałego wysiłku aerobowego wydaje się redukować ryzyko rozwoju takiego uzależnienia. Długotrwałe ćwiczenia aerobowe wydają się także efektywnym leczeniem uzależnienia od amfetaminy; poprawiają wyniki kliniczne i mogą wchodzić w skład terapii łączonej wraz z terapią poznawczo-behawioralną, obecnie najlepszym klinicznym sposobem leczenia.

### Uzależnienie
Uzależnienie stanowi poważne ryzyko w przypadku używania znacznych dawek w celach niemedycznych, nie jest jednak prawdopodobne w przypadku długoterminowego leczenia dawkami terapeutycznymi. Tolerancja rozwija się szybko w przypadku nadużywania, wobec czego okresy wzmożonego używania wymagają coraz większych dawek, by osiągnąć ten sam efekt.

#### Mechanizmy molekularne
Współczesne modele uzależnienia obejmują zmiany ekspresji genów w różnych częściach mózgu, zwłaszcza w jądrze półleżącym. Najważniejsze czynniki transkrypcyjne wywołujące te zmiany to ΔFosB, CREB i NF-κB. ΔFosB odgrywa kluczową rolę w rozwoju uzależnień od substancji, jako że jego nadekspresja w pośrednich neuronach kolczastych typu D1 w jądrze półleżącym jest warunkiem koniecznym i wystarczającym dla większości bahawioralnych i neuronalnych adaptacji rozwijających się na gruncie uzależnienia. Gdy nadekspresja ΔFosB jest wystarczająca, wywołuje on stan uzależnienia, który coraz bardziej nasila się z dalszym wzrostem ekspresji ΔFosB. Mechanizm ten zachodzi w uzależnieniach od alkoholu, kanabinoidów, kokainy, metylofenidatu, nikotyny, opioidów, fencyklidyny, propofolu i podstawionych amfetamin, a także innych.
ΔJunD, będący czynnikiem transkrypcyjnym, i G9a, metylotransferaza histonowa, bezpośrednio przeciwdziałają indukcji ΔFosB w jądrze półleżącym (między innymi przeciwdziałają zwiększeniu ekspresji). Wystarczająca nadekspresja ΔJunD w jądrze półleżącym uzyskana dzięki wektorom wirusowym może całkowicie zablokować wiele zmian neuronalnych i behawioralnych w przewlekłym uzależnieniu (między innymi zmiany mediowane przez ΔFosB). ΔFosB odgrywa także ważną rolę w regulacji odpowiedzi behawioralnych na naturalne nagrody, jak smaczny pokarm, seks i ćwiczenia. Jako że naturalne nagrody i substancje uzależniające indukują ekspresję ΔFosB (powodują, że mózg produkuje go więcej), przewlekłe dostarczanie tych nagród może skutkować podobnym patologicznym stanem zależności. W konsekwencji ΔFosB jest najważniejszych czynnik zaangażowanym w zależność amfetaminową i indukowane amfetaminą uzależnienie od seksu (kompulsywne zachowania seksualne na bazie nadmiernej aktywności seksualnej i używania amfetaminy). Te uzależnienia od substancji wiążą się z zespołem dysregulacji dopaminergicznej.
Wpływ amfetaminy na regulację genów zależy od dawki i drogi podania. Większość badań regulacji genów opiera się na badania na zwierzętach laboratoryjnych, którym amfetaminę podawano dożylnie w bardzo wysokich dawkach. W kilku badaniach wykorzystano przeliczane na masę ciała równoważniki dawek terapeutycznych ludzkich i podaż doustną. Wykazano tym sposobem, że zmiany, jeśli w ogóle występują, są względnie mniejsze. Sugeruje to, że medyczne użycie amfetaminy nie wywiera znaczącego efektu na regulację genów.

#### Farmakoterapia
Nie ma efektywnej farmakoterapii zależności amfetaminowej. Przeglądy z 2015 i 2016 wskazują, że selektywne agonisty TAAR1 cechują się znacznym potencjałem terapeutycznym w leczeniu uzależnień od stymulantów. Jednak jedyne związki będące selektywnymi agonistami TAAR1 pozostają lekami eksperymentalnymi. Zależność amfetaminowa mediowana jest w dużym stopniu przez aktywację receptorów dopaminowych i kolokalizowanych receptorów NMDA (są to napięciozależne otwierane ligandem kanały jonowe wymagające dla otwarcia jednoczesnego związania glutaminianu i koagonisty, D-seryny lub glicyny) w jądrze półleżącym. Kationy magnezu hamują receptory NMDA przez blokadę receptorowego kanału wapniowego. Jeden z przeglądów zasugerował w oparciu o badania na zwierzętach laboratoryjnych, że prowadzące do zależności używanie stymulantów zmniejsza poziom wewnątrzkomórkowego magnezu w mózgu. Suplementacja magnezu (przeglądy wskazują, że asparaginian magnezu i chlorek magnezu wywołują znaczne zmiany w zachowaniach związanych z uzależnieniem, o innych preparatach magnezu nie wspominają) redukuje samowolne przyjmowanie amfetaminy u ludzi, ale okazało się nieefektywne w monoterapii zależności amfetaminowej.

#### Postępowanie behawioralne
Terapia poznawczo-behawioralna jest obecnie najefektywniejszym leczeniem klinicznym uzależnienia od stymulantów. Dodatkowo badania neurobiologicznych efektów ćwiczeń fizycznych sugerują, że codzienne ćwiczenia aerobowe, zwłaszcza trening wytrzymałościowy (np. bieg w maratonie) chronią przez rozwojem zależności od substancji i stanowią efektywnej leczenie adiuwantowe (np. suplementacja) zależności amfetaminowej. Ćwiczenia jako leczenie uzupełniające prowadzą do lepszych wyników terapii, szczególnie uzależnień od stymulantów. W szczególności ćwiczenia aerobowe zmniejszają samowolne przyjmowanie stymulantów, redukują nawroty i działania zmierzają do pozyskania substancji oraz indukują wzrost gęstości receptorów D2 w prążkowiu, odwrotnie niż w patologicznym używaniu stymulantów, które powodują spadek prążkowiowej gęstości receptorów D2. W jednym z przeglądów zauważono, że ćwiczenia mogą także chronić przez rozwojem zależności lekowej przez zmianę immunoreaktywności ΔFosB lub c-Fos w prążkowiu lub innych częściach układu nagrody.

### Zależność i odstawianie
Zgodnie z innym przeglądem Cochrane Collaboration odstawianie u osób przewlekle kompulsywnie przyjmujących amfetaminę i metamfetaminę, gwałtowne odstawienie może spowodować w wielu przypadkach wystąpienie ograniczonych w czasie objawów odstawienia, pojawiających się w 24 godziny po ostatniej dawce. W przeglądzie tym zauważono, że objawy odstawienia po przewlekłym przyjmowaniu dużych dawek są częste, występując nawet do 87,6% przypadków. Trwają przez 3–4 tygodnie z zaznaczoną fazą „crash” w pierwszym tygodniu. Objawy odstawienia obejmują niepokój, głód, obniżony nastrój, zmęczenie, wzrost apetytu, zwiększoną lub zmniejszoną ruchliwość, brak motywacji, bezsenność bądź senność, świadomy sen. Ciężkość objawów odstawienia koreluje dodatnio z wiekiem oraz stopniem uzależnienia. Informacje udostępniane przez producenta nie wskazują na obecność objawów odstawienia po zaprzestaniu stosowania amfetaminy przez dłuższy czas w dawkach terapeutycznych.

### Toksyczność i psychozy
U pewnych gryzoni i naczelnych wystarczająco wysokie dawki amfetaminy powodują neurotoksyczność dopaminergiczną, charakteryzującą się degeneracją terminalną i pogorszeniem funkcjonowania transporterów i receptorów dopaminy. Brakuje dowodów na bezpośrednią toksyczność amfetaminy u ludzi. Jednak duże dawki amfetaminy mogą pośrednio wywoływać neurotoksyczność dopaminergiczną w efekcie hiperpyreksji, nadmiernego tworzenia się reaktywnych form tlenu oraz zwiększonej autooksydacji dopaminy. Zwierzęcy model nerotoksyczności wysokich dawek amfetaminy wskazuje na konieczną obecność hiperpyreksji (głęboka temperatura ciała ≥ 40 °C). Przedłużone podwyższenie temperatury mózgu powyżej 40 °C promuje rozwój amfetaminozależnej neurotoksycznści u zwierząt laboratoryjnych przez ułatwianie tworzenia się reaktywnych form tlenu, zakłócenie funkcjonowania białek komórkowych oraz przejściowe zwiększenie przepuszczalności bariery krew-mózg.
Ciężkie przedawkowanie amfetaminy może prowadzić do psychozy pointoksykacyjnej, obejmującej różnorodne objawy, jak urojenia paranoidalne i prześladowcze, a także halucynacje wzrokowe i słuchowe wraz ze skrajnym pobudzeniem. Częściej objawy występują subklinicznie. Przegląd Cochrane Collaboration na temat leczenia psychoz wywołanych amfetaminą, dekstramfetaminą i metamfetaminą podaje, że około 5–15% osób nie osiąga całkowitej remisji. Stwierdza również, że istnieje przynajmniej jedno badanie wykazujące efektywne działanie leków antypsychotycznych na objawy ostrej psychozy poamfetaminowej. Psychozy bardzo rzadko pojawia się po stosowaniu dawek terapeutycznych.

## Interakcje
Wiele rodzajów substancji wchodzi w interakcje z amfetaminą, zmieniając działanie lub metabolizm tych substancji lub amfetaminy. Inhibitory enzymów metabolizujących amfetaminę (jak CYP2D6 czy FMO3) wydłużają okres półtrwania. Wobec tego efekty działania amfetaminy będą się utrzymywały dłużej. Amfetamina wchodzi także w interakcje z inhibitorami MAO, szczególnie MAO A, jako że zarówno IMAO, jak i amfetamina zwiększają stężenie katecholamin (noradrenalina, dopamina) w osoczu. Wobec powyższego równoczesne używanie tych związków jest niebezpieczne. Amfetamina moduluje również aktywność większości leków psychoaktywnych, W szczególności może zmniejszać efekty działania leków uspokajających i depresantów, zwiększać zaś działanie stymulantów i antydepresantów. Może również zmniejszać efekty działania leków hipotensyjnych oraz leków przeciwpsychotycznych poprzez swój wpływ na ciśnienie krwi i dopaminę odpowiednio. Suplementacja cynku może redukować minimalną dawkę efektywną amfetaminy w leczeniu ADHD (ludzki transporter dopaminowy zawiera cechujące się dużym powinowactwem zewnątrzkomórkowe miejsce wiążące cynk, po związaniu tego kationu hamuje się wychwyt zwrotny dopaminy, która w większej ilości wydostaje się na zewnątrz w warunkach in vitro; ludzki transporter serotoninowy i transporter noradrenalinowy nie zawierają miejsc wiążących cynk).
Ogólnie nie ma znaczących interakcji pomiędzy amfetaminą a spożywanym pokarmem, ale pH zawartości żołądkowo-jelitowej i moczu wpływa odpowiednio na wchłanianie i wydalanie amfetaminy. Kwasy zmniejszają wchłanianie amfetaminy i jej wydalanie z moczem, natomiast zasady działają na odwrót. Z powodu wpływu pH na jej wchłanianie amfetamina oddziałuje również z substancjami zobojętniającymi kwas żołądkowy, jak inhibitory pompy protonowej czy antagonisty receptora H2.

## Farmakologia

### Farmakodynamika
Amfetamina wywiera swe efekty behawioralne poprzez zmianę monoaminowych sygnałów neuronalnych w mózgu, zwłaszcza w neuronach katecholaminergicznych w układzie nagrody i szlakach związanych z funkcjami wykonawczymi. Stężenie głównych neuroprzekaźników związanych z układem nagrody i funkcjami wykonawczych, dopaminy i noradrenaliny, wzrasta gwałtownie w sposób zależny od dawki amfetaminy dzięki jej efektom na transportery monoamin. Efekty wzmacniania i wartości zachęcającej amfetaminy wynikają głównie ze zwiększonej aktywności monoaminergicznej w szlaku mezolimbicznym.
Amfetamina jest mocnym pełnym agonistą TAAR1 (trace amine-associated receptor 1), zawierającym domeny Gs i Gq receptorem metabotropowym (GPCR) odkrytym w 2001, ważnym w regulacji monoamin w mózgu. Aktywacja TAAR1 zwiększa syntezę cAMP poprzez aktywację cyklazy adenylowej i hamowanie działania transportera monoamin. Autoreceptory monoaminowe (jak D2sh, presynaptyczny α2 i presynaptyczny 5-HT1A) wywierają odwrotny efekt na TAAR1, razem zapewniając system regulacji monoamin. Szczególnie amfetamina i aminy śladowe wiążą się z TAAR1, ale nie z autoreceptorami monoamin. Badania obrazowe wskazują, że hamowanie wychwytu zwrotnego monoamin i amn śladowych jest specyficzne dla miejsca i zależy od obecności kolokalizacji TAAR1 w związanych neuronach monoaminergicznych. Do 2010 kolokalizację TAAR1 i transportera dopaminowego zwizualizowano u makaków królewskich, ale kolokalizację TAAR1 i transporterów noradrenaliny i serotoniny wykryto jedynie poprzez ekspresję mRNA.
Poza wpływem na transportery neuronalne monoamin amfetamina również hamuje transportery pęcherzykowe monoamin, VMAT1 i VMAT2, jak też SLC1A1, SLC22A3 i SLC22A5. SLC1A1 to EAAT3 (excitatory amino acid transporter 3), transporter glutaminianu rozmieszczony w neuronach, zaś SLC22A3 jest pozanauronalnym transporterem monoamin obecnym w astrocytach. z kolei SLC22A5 stanowi transporter karnityny o wysokim powinowactwie. Amfetamina silnie indukuje ekspresję genu CART (cocaine- and amphetamine-regulated transcript), neuropeptydu biorącego udział w regulacji żywienia się, stresu i nagrody, indukującego obserwowalne zwiększenie neuronalnego rozwoju i przeżycia in vitro. Receptora CART jeszcze nie zidentyfikowano, ale istnieją silne dowody, że CART wiąże się z unikalnym receptorem metabotropowym związanym z białkiem Gi/Go. Amfetamina w wysokich dawkach hamuje także oksydazę monoamin, zmniejszając metabolizm dopaminy i fenyloetyloaminy i w rezultacie ich wyższymi stężeniami w szczelinie synaptycznej. U ludzi jedynym receptorem postsynaptycznym, z którym wiąże się amfetamina, jest receptor 5-HT1A, dla którego stanowi ona agonistę o mikromolarnym powinowactwie.
Pełny profil krótkoterminowych efektów ubocznych amfetaminy u ludzi w większości bierze się ze wzmocnionej komunikacji międzykomórkowej lub neurotransmisji dopaminy, serotoniny, noradrenaliny, adrenaliny, histaminy, peptydów CART, endogennych opioidów, ACTH, kortykosteroidów i glutaminianu, poprzez interakcje z CART, receptorem 5-HT1A, EAAT3, TAAR1, VMAT1, VMAT2 i być może innymi targetami biologicznymi.
Dekstramefetamina jest silniejszym agonistą TAAR1 od L-amfetaminy. W efekcie D-amfetamina w większym stopniu stymuluje OUN od L-izomeru, mniej więcej 3–4 razy silniej, ale lewamfetamina wywiera nieco silniejsze działanie sercowo-naczyniowe i obwodowe.

#### Dopamina
W pewnych okolicach mózgu amfetamina zwiększa stężenie dopaminy w szczelinie synaptycznej. Amfetamina może dostawać się do neuronów presynaptycznych poprzez transporter dopaminy DAT lub przez dyfuzję bezpośrednio przez błonę neuronu. W konsekwencji poboru przez DAT amfetamina hamuje w sposób kompetycyjny wychwyt zwrotny prowadzony przez rzeczony transporter. Dostając się do wewnątrz neuronu presynaptycznego, amfetamina aktywuje trace amine-associated receptor 1 (TAAR1) przez kinazę białkową A (PKA) i C (PKC), wywołujące fosforylację DAT. Przyłączenie reszty fosforanu przez obie te kinazy białkowe może powodować internalizację DAT, a więc niekompetycyjne hamowanie wychwytu zwrotnego, ale fosforylacja w wykonaniu jedynie kinazy białkowej C powoduje odwrotne działanie transportera, wyrzucającego dopaminę z komórki. Wiadomo również, że amfetamina zwiększa wewnątrzkomórkowy poziom wapnia, co wiąże się z fosforylacją DAT przez niezidentyfikowaną kinazę białkową zależną od wapnia i kalmoduliny, wywołując również wychodzenie z komórki dopaminy (efluks). Poprzez bezpośrednią aktywację związanego z białkiem G kanału potasowego GIRK TAAR1 redukuje potencjał postsynatycznych neuronów dopaminergicznych, zabezpieczając przed stanem hiperdopaminergicznym
Amfetamina jest również substratem presynaptycznego pęcherzykowego transportera monoamin bramkowanego napięciem VMAT2. Po poborze amfetaminy przez VMAT2 pęcherzyk synaptyczny uwalnia cząsteczki dopaminy do cytozolu na wymianę. Następnie cytozolowe cząsteczki dopaminy opuszczają neuron presynaptyczny poprzez transport wymienny dzięki transporterowi dopaminowemu.

#### Norepinefryna
Podobnie jak dopamina, amfetamina w sposób zależny od dawki zwiększa poziom synaptycznej norepinefryny, bezpośredniego prekursora epinefryny. Bazując na neuronalnej ekspresji mRNA TAAR1, uważa się, że amfetamina działa analogicznie do dopaminy. Innymi słowy, amfetamina indukuje TAAR1-zależny wyciek i hamowanie niekompetycyjnego wychwytu zwrotnego przez fosforylowany transporter noradrenalinowy (NET), hamowanie kompetycyjne wychwytu zwrotnego przez NET i uwalnianie norepinefryny przez VMAT2 (vesicular monoamine transporter 2).

#### Serotonina
Amfetamina wywiera analogiczne, choć mniej wyrażone, efekty na serotoninę, jak na dopaminę i noradrenalinę. Oddziaływanie to zachodzi przez VMAT2 (vesicular monoamine transporter 2) i, jak noraderanalina, przebiega dzięki fosporylacji SERT (transportera seroninowego) z udziałem TAAR1 (trace amine-associated receptor 1). Jak dopamina, amfetaminę cechuje niskie, mikromolarne powinowactwo do ludzkiego receptora 5-HT1A.

#### Inne neuroprzekaźniki, peptydy i hormony
Nagłą podaż amfetaminy u człowieka zwiększa wydzielanie endogennych opioidów w kilku strukturach mózgu w układzie nagrody. Wykazano, że pozakomórkowe stężenie glutaminianu (należącego do głównych neuroprzekaźników pobudzających) w mózgu wzrasta w prążkowiu po ekspozycji na amfetaminę. Wzrost ten przypuszczalnie pojawia się dzięki indukowanej przez amfetaminę internalizacji transportera wychwytu zwrotnego glutaminianu EAAT3 w neuronach dopaminergicznych. Amfetamina indukuje także selektywne uwalnianie histaminy z mastocytów i jej wypływ z neuronów histaminergicznych przez VMAT2. Może się również zwiększyć stężenie ACTH i kortykosteroidów w osoczu poprzez pobudzenie osi podwzgórze-przysadka-nadnercza.

### Farmakokinetyka
Doustna biodostępność amfetaminy zależy od pH w przewodzie pokarmowym. Amfetamina dobrze wchłania się z jelit, a jej biodostępność zazwyczaj przekracza 75% w przypadku izomeru D. Amfetamina jest słabą zasadą o stałej kwasowej pKa 9,9. W rezultacie w zasadowym pH większa część dawki przyjmuje postać wolnej zasady, rozpuszczalnej w tłuszczach, i więcej ulega absorpcji przez bogate w tłuszcze błony komórkowe nabłonka jelita. Odwrotnie w środowisku kwaśnym amfetamina przybiera w znacznym stopniu rozpuszczalną w wodzie formę kationową (kation soli), a w mniejszym stopniu ulega wchłanianiu. Szacunkowo 15–40% amfetaminy krążącej we krwi wiąże się z białkami osocza.
Okres półtrwania enancjomerów amfetaminy różni się od siebie i w zależności od pH moczu. W przypadku prawidłowego pH moczu okresy połowicznego zaniku D-amfetaminy i L-amfetaminy zawierają się w przedziałach odpowiednio 9–11 godzin oraz 11–14 godzin. Bogata w kwasy dieta zmniejsza okres półtrwania enancjomerów do 8–11 godzin, natomiast bogata w zasady zwiększa go do zakresu 16–31. Biologiczny okres półtrwania jest dłuższy i objętość dystrybucji większa u osób uzależnionych. Postacie soli obu izomerów o natychmiastowym i rozciągniętym w czasie uwalnianiu osiągają szczyt stężenia w osoczu w 3 i w 7 godzin po przyjęciu. Eliminację przeprowadzają nerki, 30–40% substancji jest wydalanych w postaci niezmienionej przy prawidłowym pH moczu. Przy większej alkalizacji moczu amfetamina występuje w postaci wolnej zasady i w mniejszym stopniu ulega wydalaniu. Przy nieprawidłowym pH moczu odzyskiwanie amfetaminy z moczu może sięgać od 1% w zasadowym moczu do 75% w kwaśnym moczu, zależąc w największym stopniu od pH moczu. Amfetamina ulega eliminacji zazwyczaj w ciągu 2 dni od przyjęcia dawki doustnej
Prolek lizdeksamfetamina nie jest tak czuły na zmiany pH jak amfetamina, kiedy ulega absorpcji z przewodu pokarmowego; po przedostaniu się do krwiobiegu enzymy erytrocytów hydrolizują go do D-amfetaminy. Okres półtrwania eliminacji lizdekaamfetaminy jest ogólnie krótszy od godziny.
CYP2D6, beta-hydroksylaza dopaminowa (DBH), monooksygenaza 3 zawierająca flawinę (FMO3), ligaza butyrylo-CoA i N-acetylotransferaza glicynowa to enzymy metabolizujące ametaminę bądź jej metabolity u człowieka. Amfetamina posiada liczne metabolity wydalane z organizmu, do których zaliczają się 4-hydroksyamfetamina, 4-hydroksynorefedryna, kwas benzoesowy, kwas hippurowy, norefedryna i fenyloaceton. Wśród tych metabolitów aktywne sympatykomimetyki stanowią 4-hydroksyamfetamina, 4-hydroksynorepinefryna i norefedryna. Główny szlak metaboliczny obejmuje p-hydroksylację pierścienia aromatycznego, alifatyczne hydroksylacje w pozycjach alfa i beta, N-oksydację, N-ealkilację i deaminację. Znane szlaki metaboliczne, wykrywalne metabolity i enzymy przeprowadzające reakcje u człowieka przestawia poniższy schemat. Główne aktywne metabolity amfetaminy to 4-hydroksyamfetamina i norefedryna. Przy prawidłowym pH moczu około 30–40% amfetaminy wydzielane jest w postaci niezmienionej, 50% zaś jako nieaktywne metabolity (dolne rzędy). Pozostałe 10–20% opuszcza organizm jako aktywne metabolity. Kwas benzoesowy metabolizowany jest przez ligaza butyrylo-CoAligazę butyrylo-CoA poprzez produkt pośredni, benzoilo-koenzym A, który następnie N-acylotranferaza glicynowa przekształca w kwas hipurowy.
|            |            |            |            |            |            |  |  | para-hydroksylacja CYP2D6   | para-hydroksylacja CYP2D6   | para-hydroksylacja CYP2D6   | para-hydroksylacja CYP2D6   | para-hydroksylacja CYP2D6   | para-hydroksylacja CYP2D6   |  |  | 4-hydroksyamfetamina               | 4-hydroksyamfetamina               | 4-hydroksyamfetamina               | 4-hydroksyamfetamina               | 4-hydroksyamfetamina               | 4-hydroksyamfetamina               |  |  | beta-hydroksylacja DBH                         | beta-hydroksylacja DBH                         | beta-hydroksylacja DBH                         | beta-hydroksylacja DBH                         | beta-hydroksylacja DBH                         | beta-hydroksylacja DBH                         |  |  | 4-hydroksynorefedryna  | 4-hydroksynorefedryna  | 4-hydroksynorefedryna  | 4-hydroksynorefedryna  | 4-hydroksynorefedryna  | 4-hydroksynorefedryna  |
|            |            |            |            |            |            |  |  | para-hydroksylacja CYP2D6   | para-hydroksylacja CYP2D6   | para-hydroksylacja CYP2D6   | para-hydroksylacja CYP2D6   | para-hydroksylacja CYP2D6   | para-hydroksylacja CYP2D6   |  |  | 4-hydroksyamfetamina               | 4-hydroksyamfetamina               | 4-hydroksyamfetamina               | 4-hydroksyamfetamina               | 4-hydroksyamfetamina               | 4-hydroksyamfetamina               |  |  | beta-hydroksylacja DBH                         | beta-hydroksylacja DBH                         | beta-hydroksylacja DBH                         | beta-hydroksylacja DBH                         | beta-hydroksylacja DBH                         | beta-hydroksylacja DBH                         |  |  | 4-hydroksynorefedryna  | 4-hydroksynorefedryna  | 4-hydroksynorefedryna  | 4-hydroksynorefedryna  | 4-hydroksynorefedryna  | 4-hydroksynorefedryna  |
|            |            |            |            |            |            |  |  |                             |                             |                             |                             |                             |                             |  |  |                                    |                                    |                                    |                                    |                                    |                                    |  |  |                                                |                                                |                                                |                                                |                                                |                                                |  |  |                        |                        |                        |                        |                        |                        |
| amfetamina | amfetamina | amfetamina | amfetamina | amfetamina | amfetamina |  |  | beta-hydroksylacja DBH      | beta-hydroksylacja DBH      | beta-hydroksylacja DBH      | beta-hydroksylacja DBH      | beta-hydroksylacja DBH      | beta-hydroksylacja DBH      |  |  | fenylopropanoloamina (norefedryna) | fenylopropanoloamina (norefedryna) | fenylopropanoloamina (norefedryna) | fenylopropanoloamina (norefedryna) | fenylopropanoloamina (norefedryna) | fenylopropanoloamina (norefedryna) |  |  | para-hydroksylacja CYP2D6                      | para-hydroksylacja CYP2D6                      | para-hydroksylacja CYP2D6                      | para-hydroksylacja CYP2D6                      | para-hydroksylacja CYP2D6                      | para-hydroksylacja CYP2D6                      |  |  |                        |                        |                        |                        |                        |                        |
| amfetamina | amfetamina | amfetamina | amfetamina | amfetamina | amfetamina |  |  | beta-hydroksylacja DBH      | beta-hydroksylacja DBH      | beta-hydroksylacja DBH      | beta-hydroksylacja DBH      | beta-hydroksylacja DBH      | beta-hydroksylacja DBH      |  |  | fenylopropanoloamina (norefedryna) | fenylopropanoloamina (norefedryna) | fenylopropanoloamina (norefedryna) | fenylopropanoloamina (norefedryna) | fenylopropanoloamina (norefedryna) | fenylopropanoloamina (norefedryna) |  |  | para-hydroksylacja CYP2D6                      | para-hydroksylacja CYP2D6                      | para-hydroksylacja CYP2D6                      | para-hydroksylacja CYP2D6                      | para-hydroksylacja CYP2D6                      | para-hydroksylacja CYP2D6                      |  |  |                        |                        |                        |                        |                        |                        |
|            |            |            |            |            |            |  |  |                             |                             |                             |                             |                             |                             |  |  |                                    |                                    |                                    |                                    |                                    |                                    |  |  |                                                |                                                |                                                |                                                |                                                |                                                |  |  |                        |                        |                        |                        |                        |                        |
|            |            |            |            |            |            |  |  | deaminacja oksydacyjna FMO3 | deaminacja oksydacyjna FMO3 | deaminacja oksydacyjna FMO3 | deaminacja oksydacyjna FMO3 | deaminacja oksydacyjna FMO3 | deaminacja oksydacyjna FMO3 |  |  | fenyloaceton                       | fenyloaceton                       | fenyloaceton                       | fenyloaceton                       | fenyloaceton                       | fenyloaceton                       |  |  | para-hydroksylacja                             | para-hydroksylacja                             | para-hydroksylacja                             | para-hydroksylacja                             | para-hydroksylacja                             | para-hydroksylacja                             |  |  | 4-hydroksyfenyloaceton | 4-hydroksyfenyloaceton | 4-hydroksyfenyloaceton | 4-hydroksyfenyloaceton | 4-hydroksyfenyloaceton | 4-hydroksyfenyloaceton |
|            |            |            |            |            |            |  |  | deaminacja oksydacyjna FMO3 | deaminacja oksydacyjna FMO3 | deaminacja oksydacyjna FMO3 | deaminacja oksydacyjna FMO3 | deaminacja oksydacyjna FMO3 | deaminacja oksydacyjna FMO3 |  |  | fenyloaceton                       | fenyloaceton                       | fenyloaceton                       | fenyloaceton                       | fenyloaceton                       | fenyloaceton                       |  |  | para-hydroksylacja                             | para-hydroksylacja                             | para-hydroksylacja                             | para-hydroksylacja                             | para-hydroksylacja                             | para-hydroksylacja                             |  |  | 4-hydroksyfenyloaceton | 4-hydroksyfenyloaceton | 4-hydroksyfenyloaceton | 4-hydroksyfenyloaceton | 4-hydroksyfenyloaceton | 4-hydroksyfenyloaceton |
|            |            |            |            |            |            |  |  |                             |                             |                             |                             |                             |                             |  |  |                                    |                                    |                                    |                                    |                                    |                                    |  |  |                                                |                                                |                                                |                                                |                                                |                                                |  |  |                        |                        |                        |                        |                        |                        |
|            |            |            |            |            |            |  |  |                             |                             |                             |                             |                             |                             |  |  | oksydacja                          |                                    |                                    |                                    |                                    |                                    |  |  |                                                |                                                |                                                |                                                |                                                |                                                |  |  |                        |                        |                        |                        |                        |                        |
|            |            |            |            |            |            |  |  |                             |                             |                             |                             |                             |                             |  |  |                                    |                                    |                                    |                                    |                                    |                                    |  |  |                                                |                                                |                                                |                                                |                                                |                                                |  |  |                        |                        |                        |                        |                        |                        |
|            |            |            |            |            |            |  |  |                             |                             |                             |                             |                             |                             |  |  | kwas benzoesowy                    | kwas benzoesowy                    | kwas benzoesowy                    | kwas benzoesowy                    | kwas benzoesowy                    | kwas benzoesowy                    |  |  | koniugacja z glicyną ligaza butyrylo-CoA GLYAT | koniugacja z glicyną ligaza butyrylo-CoA GLYAT | koniugacja z glicyną ligaza butyrylo-CoA GLYAT | koniugacja z glicyną ligaza butyrylo-CoA GLYAT | koniugacja z glicyną ligaza butyrylo-CoA GLYAT | koniugacja z glicyną ligaza butyrylo-CoA GLYAT |  |  | kwas hipurowy          | kwas hipurowy          | kwas hipurowy          | kwas hipurowy          | kwas hipurowy          | kwas hipurowy          |
|            |            |            |            |            |            |  |  |                             |                             |                             |                             |                             |                             |  |  | kwas benzoesowy                    | kwas benzoesowy                    | kwas benzoesowy                    | kwas benzoesowy                    | kwas benzoesowy                    | kwas benzoesowy                    |  |  | koniugacja z glicyną ligaza butyrylo-CoA GLYAT | koniugacja z glicyną ligaza butyrylo-CoA GLYAT | koniugacja z glicyną ligaza butyrylo-CoA GLYAT | koniugacja z glicyną ligaza butyrylo-CoA GLYAT | koniugacja z glicyną ligaza butyrylo-CoA GLYAT | koniugacja z glicyną ligaza butyrylo-CoA GLYAT |  |  | kwas hipurowy          | kwas hipurowy          | kwas hipurowy          | kwas hipurowy          | kwas hipurowy          | kwas hipurowy          |

### Pokrewne związki endogenne
Amfetamina posiada budowę i działanie bardzo podobne do endogennych amin śladowych, naturalnie występujących neurotranmiterów produkowanych w ciele człowieka, w tym w mózgu. W tej grupie najbliższa amfetaminie jest 2-fenyloetyloamina, której pochodną jest amfetamina, ale też N-metylofenyloetyloamina, izomer amfetaminy. U ludzi fenyloetyloamina produkowana jest bezpośrednio z L-fenyloalaniny przez dekarboksylazę aminokwasów aromatycznych (AADC), enzym przekształcający L-DOPA w dopaminę W efekcie N-metylofenyloetyloamina metabolizowana jest z fenyloetyloaminy przez N-metylotransferazę fenyloetyloaminową, enzym przekształcający norepinefrynę w epinefrynę. Jak amfetamina, i fenyloetyloamina, i N-metylofenyloetyloamina regulują neurotransmisję monoaminoergiczną przez TAAR1 (trace amine-associated receptor 1); w przeciwieństwie zaś do amfetaminy obie te substancje rozkłada monoaminooksydaza B, wobec czego cechują się krótszym okresem półtrwania niż amfetamina.

## Chemia

Amfetamina składa się z równomolowej mieszaniny enancjomerów L i D

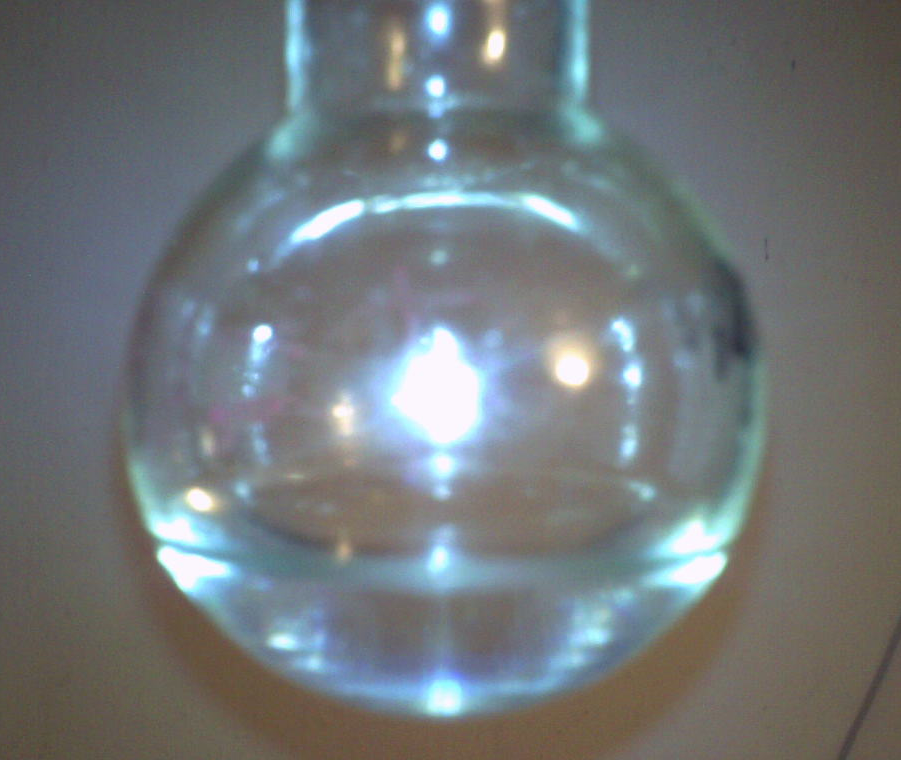
Wolna zasada w postaci bezbarwnej cieczy

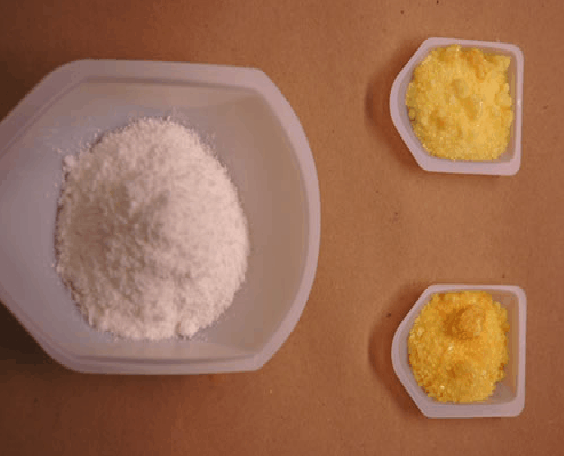
Chlorowodorek amfetaminy (po lewej)

Amfetamina jest metylowym homologiem ssaczego neurotrasmiteru fenyloetyloaminy o wzorze C9H13N. Atom węgla przyległy do pierwszorzędowej grupy aminowej stanowi centrum stereogeniczne. Amfetamina składa się więc z racemicznej (1:1) mieszaniny dwóch enancjomerów. Racemat można rozdzielić na izomery optyczne: lewoamfetaminę i dekstramfetaminę. W temperaturze pokojowej czysta wolna zasada jest ruchliwą, bezbarwną i lotną cieczą o charakterystycznym silnym zapachu amin i gryzącym, palącym smaku. Często otrzymywane stałe sole amfetaminy obejmują jej asparaginian, chlorowodorek, fosforan, glukaran i siarczan. Ten ostatni stanowi najczęściej spotykaną sól amfetaminy. Amfetamina stanowi także związek wyjściowy dla klasy jej pochodnych (podstawionych amfetamin), obejmującej liczne pochodne psychoaktywne. W chemii organicznej amfetamina stanowi świetny ligand chiralny w syntezie asymetrycznej 1,1'-bi-2-naftolu.

### Podstawione pochodne
Podstawione pochodne amfetaminy bądź podstawione amfetaminy czy alkaloidy fenylopropyloaminowe obejmują szeroki zakres substancji chemicznych zbudowanych na zasadzie amfetaminy. Ta klasa związków zawiera szczególnie pochodne utworzone przez podstawienie jednego z atomów wodoru amfetaminy danym podstawnikiem. Zalicza się tu sama amfetamina, stymulanty postaci metamfetaminy, empatogeny serotoninergiczne jak MDMA i dekongestanty jak efedryna wśród innych podgrup.

### Synteza

Metoda 1: synteza przez reakcję Leuckarta

Na górze chiral resolution
Na dole synteza asymetryczna

Metoda 2: alkilowanie wedle Friedela-Craftsa

Metoda 3: synteza Rittera

Metoda 4: przegrupowania Hofmanna i Curtiusa

Kondensacja Knoevenagela

Metoda 6: synteza z fenyloacetonu i amoniaku

Pierwsze odnotowane otrzymanie amfetaminy datuje się na 1887, wymyślono liczne drogi syntezy. Najczęściej stosowana droga syntezy zarówno legalnej, jak i nielegalnej amfetaminy przebiega przez niewymagającą metalu redukcję znaną jako reakcja Leuckarta (metoda 1). W pierwszym kroku zachodzi reakcja między fenyloacetonem i formamidem, jako reduktora można użyć samego formamidu bądź dodatkowego kwasu mrówkowego, otrzymuje się w ten sposób N-formyloamfetaminę. Związek ten jest następnie hydrolizowany kwasem solnym i następnie alkalizowany, ekstrahowany rozpuszczalnikiem organicznym, zagęszczany i destylowany celem otrzymania wolnej zasady. Tę ostatnią rozpuszcza się następnie rozpuszczalnikiem organicznym, dodaje się kwasu siarkowego i precypituje siarczan amfetaminy.
Stworzono liczne metody rozdziału racematu na enancjomery. Przykładowo racemiczną mieszaninę potraktować można kwasem S, S-winowym, tworząc diastereoizmeryczne sole, i otrzymać D-amfetaminę dzięki różnicom w krystalizacji. Metoda taka, chiral resolution, pozostaje najekonomiczniejszym sposobem otrzymywania czystej optycznie amfetaminy na dużą skalę. Dodatkowo opracowano kilka metod syntezy asymetrycznej. Przykładowo optycznie czysta R-1-fenyloetanoamina z fenyloacetonem daje chiralną zasadę Schiffa. W kluczowym etapie półprodukt redukuje się przez katalityczne uwodornienie, przenosząc chiralność na węgiel alfa względem grupy aminowej. Pęknięcie wiązania benzyloaminy na skutek hydrogenacji dostarcza optycznie czystej dekstramfetaminy.
Wiele alternatywnych dróg syntezy amfetaminy wprowadzono na bazie klasycznych reakcji chemii organicznej. Przykład stanowi alkilowanie metodą Friedela-Craftsa chlorobenzenu przez chlorek allilu. Otrzymuje się wtedy (2-chloropropylo)benzen, który poddaje się następnie reakcji z amoniakiem, otrzymując racemat amfetaminy (metoda 2). Inny przykład zaprzęga reakcję Rittera (metoda 3). Allilobenzen reaguje z acetonitrylem w kwasie siarkowym, dając w efekcie organiczny siarczan, który potraktowany wodorotlenkiem sodu daje poprzez półprodukt acetamidowy amfetaminę. Kolejny sposób zaczyna się od 3-oksomaślanu etylu, który poddaje się podwójnej alkilacji jodometanem, a następnie chlorkiem benzylu, przekształcając go w kwas 3-fenylo-2-metylopropanowy. Ten ostatni można przekształcić w amfetaminę z użyciem przegrupowania Hofmanna lub Curtiusa (metoda 4).
Znaczna liczba dróg syntezy amfetaminy obejmuje redukcję grupy nitrowej, iminowej, oksymu bądź też innych grup funkcyjnych zawierających atom azotu. Jeden z takich przykładów to kondensacja Knoevenagela benzaldehydu z nitroetanem prowadząca do fenylo-2-nitropropenu. Wiązanie podwójne i grupa nitrowa tego półproduktu jest następnie redukowana poprzez katalityczne uwodornienie bądź przez glinowodorek litu (metoda 5). Inna metoda obejmuje reakcję fenyloacetonu z amoniakiem z wytworzeniem iminy, która jest redukowana do aminy pierwszorzędowej wodorek z katalizatorem palladowym bądź glinowodorkiem litu (metoda 6).

### Wykrywanie w płynach ustrojowych
Amfetaminę często wykrywa się we krwi bądź w moczu w testach na obecność substancji u sportowców, pracowników, w diagnostyce zatruć i medycynie sądowej. Techniki takie jak immunoassay, najpowszechniejszy test wykrywający amfetaminę, mogą dawać reakcje krzyżowe z licznymi sympatykomimetykami. Metody chromatograficzne specyficzne dla amfetaminy służą zapobieganiu wynikom fałszywie dodatnim. Techniki rozdziału eneacjomerów mogą być użyte do pomocy w rozróżnieniu źródła substancji, czy chodzi o przepisaną amfetaminę, przepisany prolek (np. selegilinę), lek bez recepty zawierający L-amfetaminę (aktywny składnik niektórych dostępnych w USA bez recepty inhalatorów figuruje jako levmetamfetamine, nazwa INN i USAN lewometamfetaminny, czy też o zdobyte bezprawnie podstawione amfetaminy). Kilka leków dostępnych na receptę prowadzi do powstania amfetaminy jako metabolitu, a zaliczają się doń benzetamina, famprofazon, fenproporeks, lisdeksamfetamina, mezokarb, metamfetamina, prenylamina i selegilina, a także inne. Związki te mogą dawać dodatnie wyniki w testach na obecność amfetaminy. Standardowe testy wykrywają amfetaminę jedynie przez około 24 godziny, choć wysoka dawka może dawać się wykryć przez 2 do 4 dni.
W przypadku metody opartej o assay wykazano w badaniu, że enzyme multiplied immunoassay technique (EMIT) dla amfetaminy i metamfetaminy może dawać więcej fałszywie dodatnich wyników niż liquid chromatography–tandem mass spectrometry. Metoda Gas chromatography–mass spectrometry (GC–MS) dla amfetaminy i metamfetaminy z chlorkiem (S)-(–)-trifluoroacetyloprolylu pozwala na wykrycie metamfetaminy w moczu. GC–MS amfetaminy i metamfetaminy z chiralnym chlorkiem kwasowym Moshera pozwala wykryć D-amfetaminę i D-metamfetaminę w moczu. Także ta ostatnia metoda może zostać użyta w przypadku próbek, które w innych testach dały wyniki dodatnie, aby rozróżnić odmienne źródła wykrytej substancji.

## Historia i kultura
Amfetaminę zsyntetyzował po raz pierwszy w 1887 w Niemczech rumuński chemik Lazăr Edeleanu. Jej stymulacyjne działanie pozostawało nieznane aż do 1927, kiedy to niezależnie zsyntetyzował ją Gordon Alles, który doniósł o jej właściwościach sympatykomimetycznych. Jej właściwości farmakologicznych nie wykorzystywano do 1934, kiedy Smith, Kline and French zaczęło sprzedawać ją w inhalatorze pod nazwą handlową Benzedrine jako dekongestant. Siarczan benzedryny wprowadzono 3 lata później. Wszedł w skład środków szerokiej gamy zastosowań medycznych, w tym na narkolepsję. Podczas II wojny światowej amfetamina i metamfetamina były szeroko używane przez aliantów i nazistów jako stymulant i środek zwiększający osiągi. Gdy poznano dodatkowe właściwości substancji, rządy zaczęły ściśle kontrolować sprzedaż amfetaminy. Przykładowo na początku lat siedemdziesiątych XX wieku w USA amfetamina stała się substancją kontrolowaną grupy II Controlled Substances Act. Wbrew ścisłej kontroli rządowej amfetaminy używali, legalnie lub nielegalnie, ludzie z różnych środowisk, w tym autorzy, muzycy, matematycy i sportowcy.
Amfetaminę cały czas syntetyzuje się nielegalnie w ukrytych laboratoriach i sprzedaje na czarnym rynku, zwłaszcza w Europie. W Unii Europejskiej 1,2 miliona młodych dorosłych nielegalnie użyło amfetaminy lub metamfetaminy w 2013. W 2012 około 5,9 ton nielegalnej amfetaminy przechwycono w UE. Cena rynkowa nielegalnej amfetaminy w UE wynosiła w tym czasie od 6 do 38 € za gram. Poza Europą nielegalny rynek amfetaminy jest dużo mniejszy niż metamfetaminy czy MDMA.

### Stan prawny
Jako rezultat międzynarodowej Konwencji o substancjach psychotropowych z 1971 amfetamina stała się substancją kontrolowaną grupy II według definicji traktatu, we wszystkich 183 krajach członkowskich Narodów Zjednoczonych. Konsekwentnie podlega znacznym regulacjom w większości krajów. Niektóre państwa, jak Korea Południowa czy Japonia, zabroniły podstawionych amfetamin nawet do użytku medycznego. Inne kraje, jak Kanada, zaliczająca substancję do I grupy, Holandia (I grupa), USA (II grupa), Australia (8 grupa wedle Standard for the Uniform Scheduling of Medicines and Poisons), Tajlandia (narkotyk kategorii 1) i Wielka Brytania (klasa B wedle Misuse of Drugs Act z 1971), pozwalają pod rygorystycznymi warunkami na leczenie.

### Preparaty
Kilka dostępnych obecnie preparatów amfetaminy na receptę zawiera oba enancjomery, w tym Adderall, Dyanavel XR i Evekeo, z których ostatni jest racematem siarczanu amfetaminy. Przepisuje się także czysty enancjomer i prolek dekstramfetaminę i lizdekstramfetaminę. Lisdekstramfetamina jest strukturalnie odmienna od amfetaminy i pozostaje nieaktywna, aż zostanie zmetabolizowana do D-amfetaminy. Wolna baza w postaci racemicznej była niegdyś dostępna jako Benzedrine, Psychedrine i Sympatedrine. Lewoamfetamina była niegdyś sprzedawana jako Cydril. Wiele obecnych specyfików to sole z powodu względnie dużej lotności wolnej zasady. Jednak zawiesina doustna i tabletki rozkładające się w jamie ustnej (ODT) z wolną zasadą wprowadzono w 2015 i 2016. Część współczesnych preparatów i ich generyków przedstawia poniższa tabela.
| Nazwa handlowa | Nazwa amerykańska           | Iloczyn D:L    | Forma     | Rozpoczęcie sprzedaży | Źródła          |
| -------------- | --------------------------- | -------------- | --------- | --------------------- | --------------- |
| Adderall       | –                           | 3:1 (sól)      | tabl.     | 1996                  | [ 12 ] [ 21 ]   |
| Adderall XR    | –                           | 3:1 (sól)      | kaps.     | 2001                  | [ 12 ] [ 21 ]   |
| Adzenys XR     | amphetamine                 | 3:1 (zasada)   | ODT       | 2016                  | [ 224 ] [ 225 ] |
| Dyanavel XR    | amphetamine                 | 3.2:1 (zasada) | zawiesina | 2015                  | [ 77 ] [ 223 ]  |
| Evekeo         | amphetamine sulfate         | 1:1 (sól)      | tabl.     | 2012                  | [ 20 ] [ 226 ]  |
| Dexedrine      | dextroamphetamine sulfate   | 1:0 (sól)      | kaps.     | 1976                  | [ 12 ] [ 21 ]   |
| ProCentra      | dextroamphetamine sulfate   | 1:0 (sól)      | płyn      | 2010                  | [ 21 ]          |
| Zenzedi        | dextroamphetamine sulfate   | 1:0 (sól)      | tabl.     | 2013                  | [ 21 ]          |
| Vyvanse        | lisdexamfetamine dimesylate | 1:0 (prolek)   | kaps.     | 2007                  | [ 12 ] [ 222 ]  |

|  |